# Иван Станков (зооинженер)
Вижте пояснителната страница за други личности с името Иван Станков.
Иван Станков е български учен в областта на овцевъдството, зооинженер, преподавател и политик, министър на земеделието и храните в служебното правителство на Марин Райков.

## Биография
Иван Костадинов Станков е роден през 1948 г. в ямболското село Ружица, България. През 1973 г. завършва Зоотехническия факултет на Селкостопанската академия в София. През 1986 г. защитава докторска дисертация на тема „Създаване на кросбредни овце на основа кавказки тънкорунни овце-майки“. През 1979 г. става асистент, през 1988 г. доцент, а от 2001 е професор. Ректор е на Тракийския университет в Стара Загора от 2008 г.. На 13 март 2013 г. е назначен за министър на земеделието и храните в служебното правителство на Марин Райков.